# Lully (Haute-Savoie)
Pour les articles homonymes, voir Lully.
Lully est une commune française située dans le département de la Haute-Savoie, en région Auvergne-Rhône-Alpes. Elle fait partie de l'agglomération transfrontalière du Grand Genève.

## Géographie

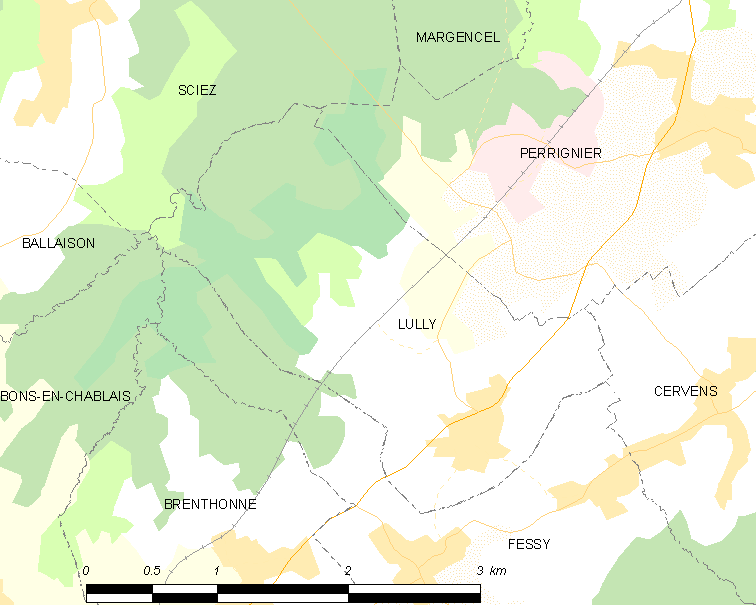
Territoire de Lully et les communes limitrophes.

Lully est située à 11 km au sud-ouest de Thonon-les-Bains.

## Urbanisme

### Typologie
Au 1er janvier 2024, Lully est catégorisée bourg rural, selon la nouvelle grille communale de densité à sept niveaux définie par l'Insee en 2022.
Elle appartient à l'unité urbaine de Perrignier, une agglomération intra-départementale regroupant cinq  communes, dont elle est une commune de la banlieue,,. Par ailleurs la commune fait partie de l'aire d'attraction de Genève - Annemasse (partie française), dont elle est une commune de la couronne,. Cette aire, qui regroupe 158 communes, est catégorisée dans les aires de 700 000 habitants ou plus (hors Paris),.

### Occupation des sols
L'occupation des sols de la commune, telle qu'elle ressort de la base de données européenne d’occupation biophysique des sols Corine Land Cover (CLC), est marquée par l'importance des territoires agricoles (53,6 % en 2018), une proportion identique à celle de 1990 (53,6 %). La répartition détaillée en 2018 est la suivante : 
forêts (41,2 %), zones agricoles hétérogènes (37,4 %), prairies (9,7 %), terres arables (6,5 %), zones urbanisées (5,3 %).
L'IGN met par ailleurs à disposition un outil en ligne permettant de comparer l’évolution dans le temps de l’occupation des sols de la commune (ou de territoires à des échelles différentes). Plusieurs époques sont accessibles sous forme de cartes ou photos aériennes : la carte de Cassini (XVIIIe siècle), la carte d'état-major (1820-1866) et la période actuelle (1950 à aujourd'hui).

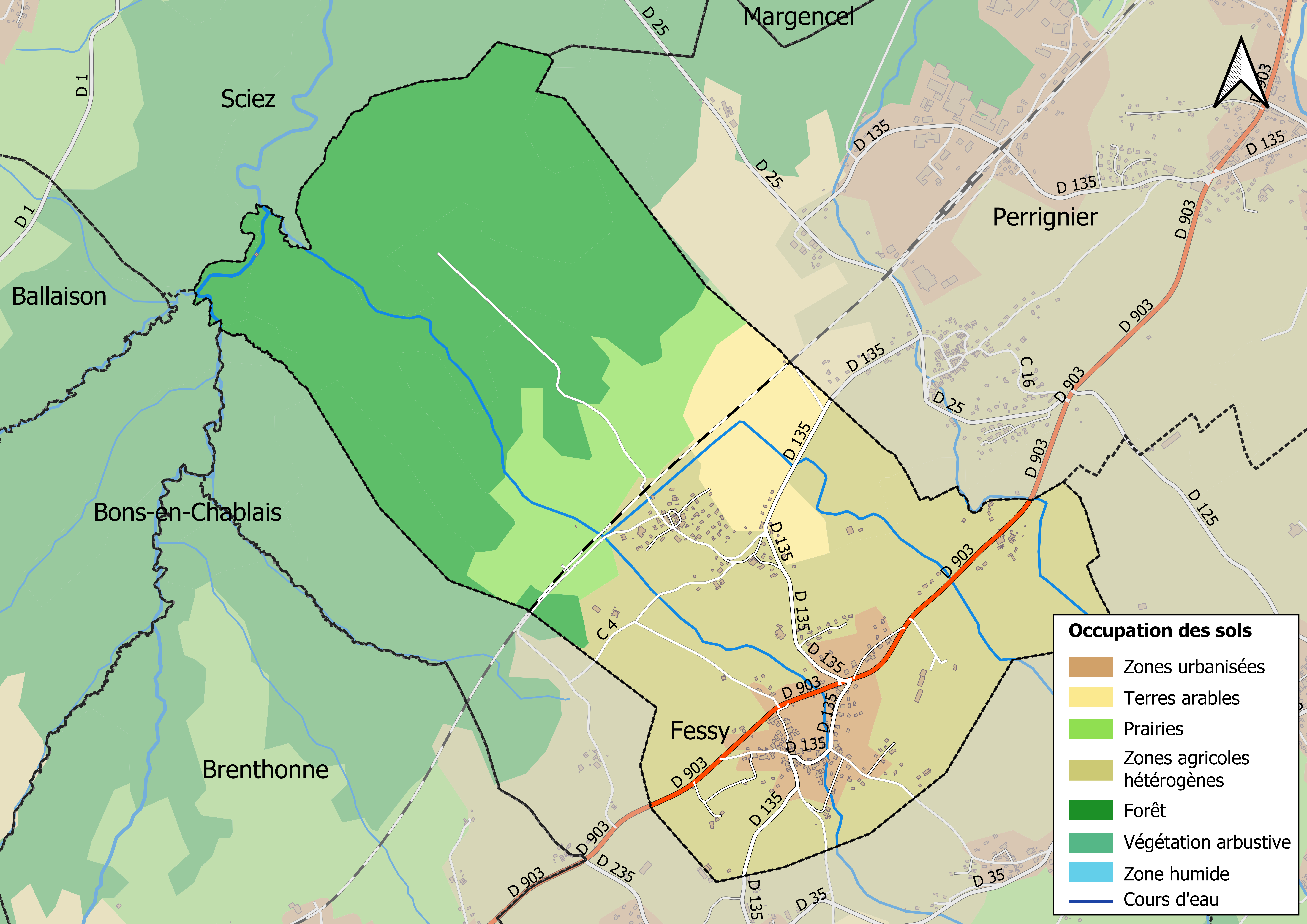
Carte des infrastructures et de l'occupation des sols en 2018 (CLC) de la commune.
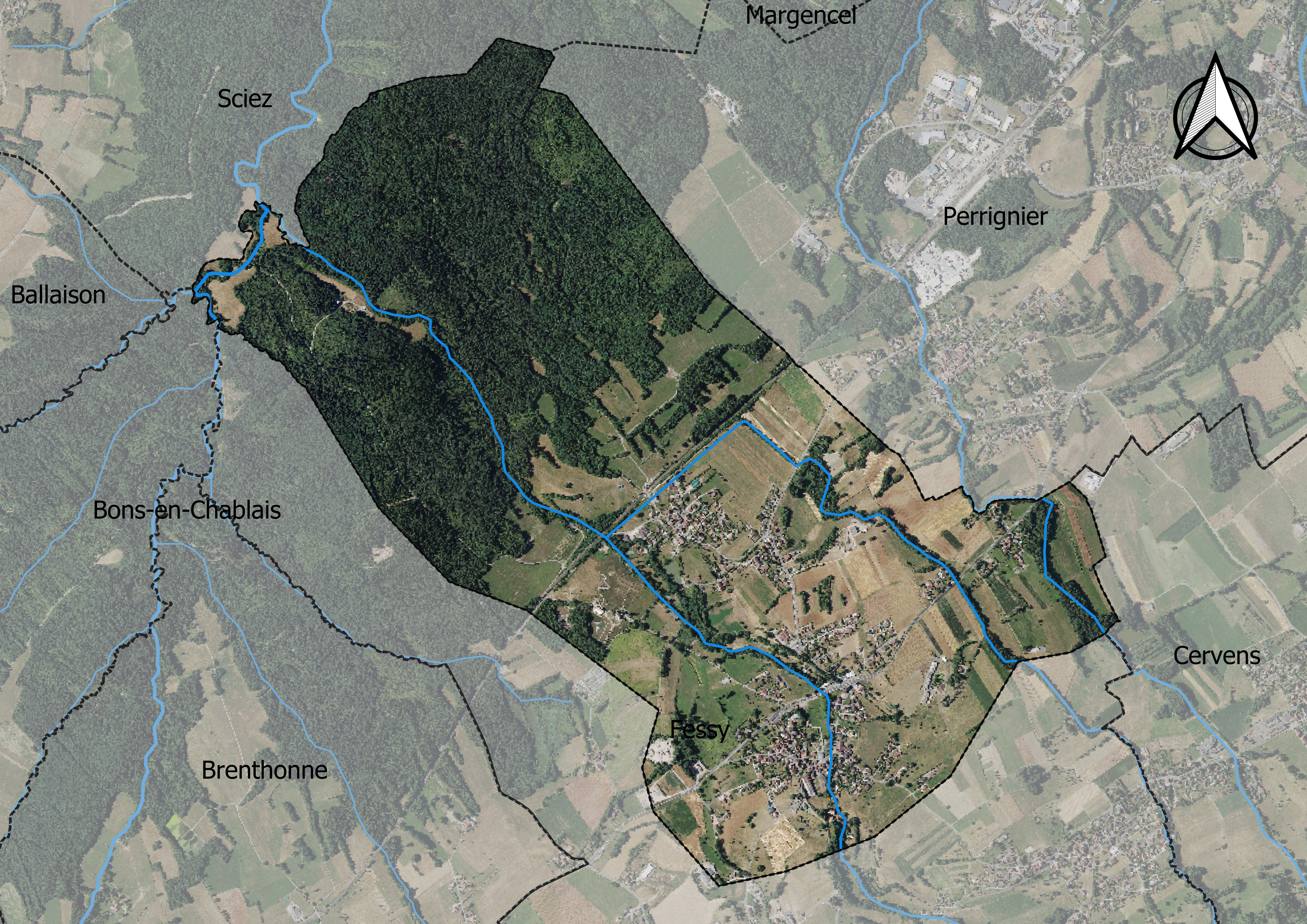
Carte orthophotogrammétrique de la commune.

## Toponymie
Dans les documents médiévaux, Lully est mentionnée sous les formes suivantes Lullye (1297), Lullier (vers 1344). Le Régeste genevois (1866) donne les formes Lullye, Lulie
Le toponyme de Lully dérive du nom d'un « domaine gallo-romain Lulliacum, dérivé avec le suffixe -acum ».
En francoprovençal, le nom de la commune s'écrit Lyi (graphie de Conflans) ou Lelyi (ORB).

## Politique et administration

### Situation administrative
La commune de Lully, au lendemain de l'Annexion de 1860, intègre le canton de Douvaine. Elle appartient, depuis 2015, au canton de Sciez, qui compte selon le redécoupage cantonal de 2014 25 communes.
La commune est membre, avec dix-sept autres, de la communauté de communes du Bas-Chablais.
Lully relève de l'arrondissement de Thonon-les-Bains et de la cinquième circonscription de la Haute-Savoie, dont la députée est Marion Lenne (LREM) depuis les élections de 2017.

### Liste des maires
| Période    | Période                     | Identité           | Étiquette | Qualité |
| ---------- | --------------------------- | ------------------ | --------- | ------- |
| avant 1981 | ?                           | Henri Prévond      |           |         |
| mars 1995  | mars 2008                   | Jean-Louis Prévond | UMP       |         |
| mars 2008  | En cours (au 30 avril 2014) | René Girard        | SE        |         |

## Population et société

### Démographie
Ses habitants sont appelés les Lullois. En patois, ils sont appelés Lelyi.
L'évolution du nombre d'habitants est connue à travers les recensements de la population effectués dans la commune depuis 1793. Pour les communes de moins de 10 000 habitants, une enquête de recensement portant sur toute la population est réalisée tous les cinq ans, les populations de référence des années intermédiaires étant quant à elles estimées par interpolation ou extrapolation. Pour la commune, le premier recensement exhaustif entrant dans le cadre du nouveau dispositif a été réalisé en 2008.

En 2022, la commune comptait 736 habitants, en évolution de +3,66 % par rapport à 2016 (Haute-Savoie : +6,01 %, France hors Mayotte : +2,11 %).
| 1793 | 1800 | 1806 | 1822 | 1838 | 1848 | 1858 | 1861 | 1866 |
| ---- | ---- | ---- | ---- | ---- | ---- | ---- | ---- | ---- |
| 352  | 346  | 352  | 470  | 454  | 498  | 500  | 489  | 533  |

| 1872 | 1876 | 1881 | 1886 | 1891 | 1896 | 1901 | 1906 | 1911 |
| ---- | ---- | ---- | ---- | ---- | ---- | ---- | ---- | ---- |
| 499  | 565  | 529  | 510  | 458  | 508  | 481  | 509  | 420  |

| 1921 | 1926 | 1931 | 1936 | 1946 | 1954 | 1962 | 1968 | 1975 |
| ---- | ---- | ---- | ---- | ---- | ---- | ---- | ---- | ---- |
| 390  | 392  | 342  | 327  | 282  | 280  | 278  | 291  | 366  |

| 1982 | 1990 | 1999 | 2006 | 2008 | 2013 | 2018 | 2022 | - |
| ---- | ---- | ---- | ---- | ---- | ---- | ---- | ---- | - |
| 324  | 412  | 508  | 619  | 651  | 684  | 693  | 736  | - |

### Médias

#### Radios et télévisions
La commune est couverte par des antennes locales de radios dont France Bleu Pays de Savoie, ODS Radio, Radio Chablais… Enfin, la chaîne de télévision locale TV8 Mont-Blanc diffuse des émissions sur les pays de Savoie. Régulièrement l'émission La Place du village expose la vie locale. France 3 et sa station régionale France 3 Alpes, peuvent parfois relater les faits de vie de la commune.

#### Presse et magazines
La presse écrite locale est représentée par des titres comme Le Dauphiné libéré, L'Essor savoyard, Le Messager - édition Chablais, le Courrier savoyard.

### Enseignement
Lully relève de l'académie de Grenoble. Celle-ci évolue sous la supervision de l'inspection départementale de l'Éducation nationale.

## Culture et patrimoine

### Lieux et monuments
La commune hérite de deux châteaux sur son territoire :
- le château de la Rochette, ruines d'un ancien château fort du XIIIe siècle, inscrit en 1932 au titre des Monuments historiques[16].
- le château de Buffavent, une ancienne maison forte du XVe siècle, inscrit en 1944 au titre des Monuments historiques[17].

### Héraldique
| Armes de Lully | Les armes de Lully se blasonnent ainsi : Parti : au premier d'argent à un cerf saillant de gueules à la ramure du champ, chargé sur l'épaule d'un croissant du même, au chef d'azur, au second d'or aux deux châteaux de sable, ouverts de gueules, ajourés d'argent, l'un sur l'autre, le premier donjonné, le second couvert et de deux tours aussi couvertes ; le tout sommé d'un chef de gueules chargé d'une croix d'argent. |